# Корветы типа «Туо Чианг»
Корветы типа «Туо Чианг» — серия из двух быстроходных (до 45 уз.) малозаметных многоцелевых корветов ВМС Тайваня. Разработаны для противодействия многочисленным технологически продвинутым кораблям ВМС Народно-освободительной армии КНР на основе тактики «ударил и убежал». Отличается гладкой конструкцией верхней части корпуса для уменьшения радиолокационной заметности, предварительно охлажденным выхлопом двигателя для уменьшения инфракрасной заметности, уменьшенной визуальной сигнатурой.

## Разработка

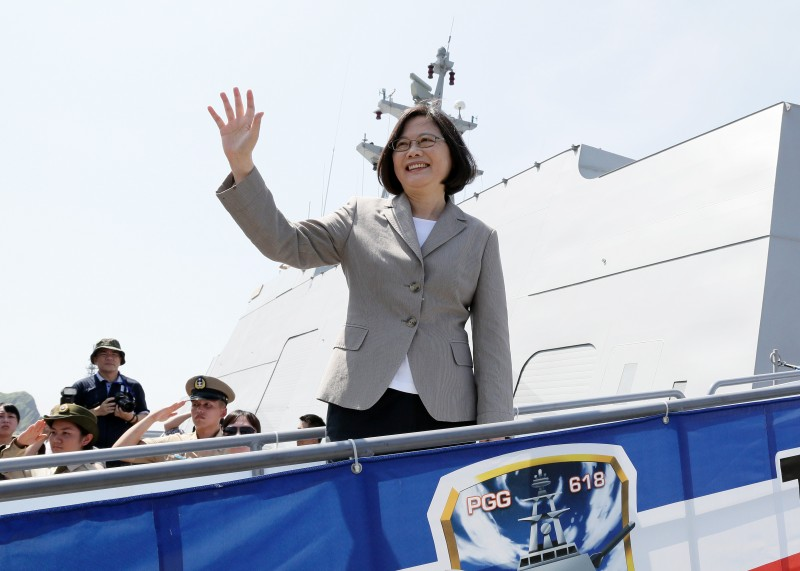
Президент Тайваня Цай Инь-вэнь на борту лайнера Tuo Chiang

Программа, объявленная Министерством национальной обороны Китайской Республики (Тайвань) 12 апреля 2010 года, была разработана Центром военно-морского судостроения в Гаосюне. Целью проекта было устранение недостатков традиционных малых военных кораблей, таких как патрульные корабли и корветы, которые не подходят для длительного патрулирования в бурном море вокруг острова Тайвань.
В 2011 году Законодательный Юань Тайваня утвердил бюджет в размере 24,98 млрд тайваньских долларов (853,4 млн долларов США) для финансирования строительства серии количеством до 12 кораблей. 18 апреля 2011 года высокопоставленный военный и депутат объявили, что строительство 500-тонного прототипа начнется в 2012 году. На Тайбэйской выставке аэрокосмических и оборонных технологий в 2013 году ВМС представили модель корвета проекта Hsun Hai. Церемония наименования и крещения головного корабля ROCS Tuo Chiang (PGG-618) прошла 14 марта 2014 года. Корабль назван в честь канонерской лодки, участвовавшей в Морском сражении 2 сентября во время Второго кризиса в Тайваньском проливе.
В начале 2016 года ВМС Китайской Республики выдвинули план по закупке трех фрегатов ПВО. Было высказано предположение, что эти фрегаты, возможно, будут катамаранами, основанными на корпусе класса Tuo River. Предполагаемые системы вооружения включали систему вертикального пуска Mk 41, оснащенную морским вариантом Sky Bow III и Sky Sword II, а также ЗАК Sea Oryx. Для уничтожения баллистических ракет будет использована противоракетная версия системы противоракетной обороны Sky Bow III.
В 2019 году на верфи Jong Shyn Shipbuilding Company в Гаосюне начались работы над первым из двенадцати 600+ тонных прибрежных патрульных кораблей для Управления береговой охраны, морским патрульным кораблём класса Anping, основанном на конструкции корвета типа Tuo Chiang.
В декабре 2020 года в Илане был спущен на воду первый из усовершенствованных корветов типа Tuo Chiang, PGG-619 Ta Chiang. К 2023 году должны быть поставлены 6 улучшенных моделей. По словам Джейнса, в новых моделях улучшены «вооружение, системы управления и конструкция».
В 2021 году Та Чианг завершил испытания ракеты TC-2N.
Та Чианг был положительно воспринят военными аналитиками.

## Конструкция
Корабль представляет собой волнопронизывающий катамаран длиной 60,4 м и шириной 14 м с экипажем из 41 человека. Он способен развивать максимальную скорость 40 узлов и имеет дальность плавания 2000 м миль. Вооружен восемью дозвуковыми пусковыми установками противокорабельных ракет Hsiung Feng II и восемью сверхзвуковыми противокорабельными ракетами Hsiung Feng III, системой ближнего боя Phalanx и 76-мм основным орудием. Корабль может работать при волнении до 7 баллов (высота волн 6-9 м). Тайваньский аналитический центр по безопасности Analysis Center (aiwan Security Analysis Center, TAISAC) заявил, что корабль оснащен стелс-средствами для минимизации радиолокационной сигнатуры, а также боевой системой, которая включает в себя систему боевого управления с распределённой архитектурой, известную как «тайваньский Иджис», разработанную Национальным институт науки и техники Chung-Shan, а также радар поиска/сопровождения и управления огнем местной разработки и электрооптическую систему наведения.
Благодаря передовой технологии малозаметности и низкой эффективной площади рассеяния (RCS) повышена живучесть корабля при работе вблизи береговой линии.

## Состав серии

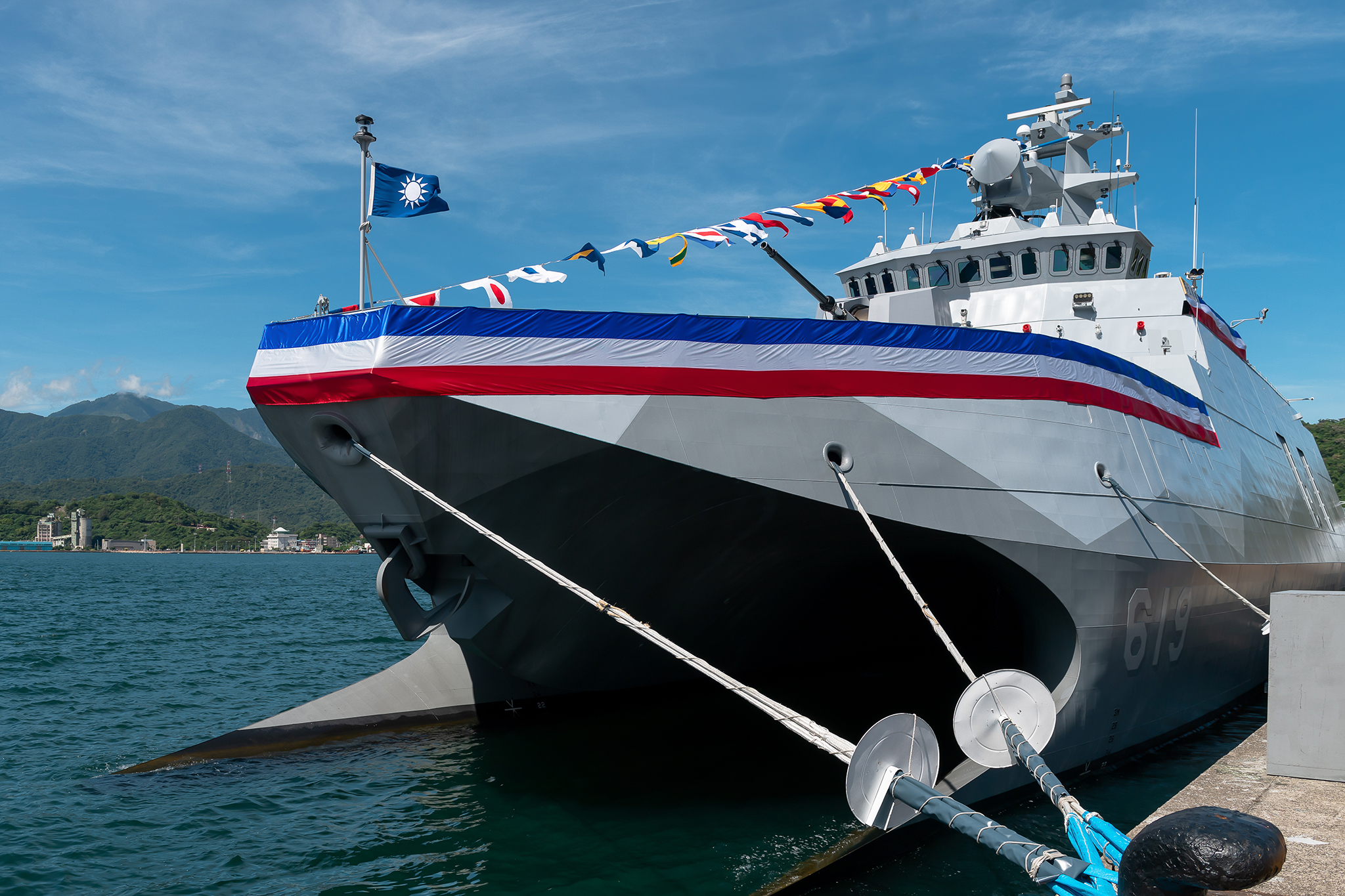
Церемония передачи флоту корвета PGG-619